# Fritz Ledermann
Fritz Ledermann (* 16. Dezember 1918 in Salzburg; † 5. April 1993 ebenda) war ein österreichischer Politiker (FPÖ) und Gewerbetreibender. Er war von 1969 bis 1979 Abgeordneter zum  Salzburger Landtag.

## Ausbildung und Beruf
Ledermann besuchte zwischen 1924 und 1928 die Volksschule und wechselte danach an eine Realschule in Salzburg, die er bis 1932 absolvierte. Danach setzte er seine Ausbildung von 1932 bis 1936 an der Bundesgewerbeschule in Salzburg im Fachbereich Elektrotechnik fort und schloss seine Schulausbildung 1936 mit der Matura ab. 1941 absolvierte er zudem die Meisterprüfung im Maschinenbauergewerbe. Ledermann diente von 1941 bis 1945 im Zweiten Weltkrieg und wurde nach seiner Rückkehr aus dem Krieg 1945 Geschäftsführer der Firma Julius Ledermann's Witwe. Ledermann arbeitete bis 1957 in dieser Funktion, ab 1955 war er zudem Inhaber der Gewerbeberechtigung für den Maschinenhandel und ab 1958 für das Schlossergewerbe.

## Politik und Funktionen
Ledermann trat 1956 der Freiheitlichen Partei bei und war in der Folge auch beim Ring Freiheitlicher Wirtschaftstreibender aktiv, dessen Landesobmann er von 1968 bis 1977 war. 1978 wurde er zudem zum Ehrenobmann des Rings Freiheitlicher Wirtschaftstreibender Salzburgs ernannt. Sein erstes politisches Mandat hatte Ledermann zwischen 1964 und 1969 als Mitglied des Gemeinderates der Stadt Salzburg inne, danach vertrat er die FPÖ vom 14. Mai 1969 bis zum 15. Mai 1979 im Salzburger Landtag. Er war innerparteilich von 1969 bis 1985 als Mitglied der Landesparteileitung der FPÖ Salzburg aktiv und fungierte zudem von 1969 bis 1973 als Mitglied des Landesparteivorstandes. Des Weiteren war er ab 1960 Kammerrat der Salzburger Handelskammer, Vorsitzender der Meister Prüfungskommission, ab 1970 Gremialvorsteher-Stellvertreter des Maschinenhandels sowie ab 1965 Mitglied des Aufsichtsrates der GSWB.

## Auszeichnungen
- Großes Ehrenzeichen für Verdienste um die Republik Österreich (1979)
- Ernennung zum Kommerzialrat (1985)